# Мартенс, Людвиг Карлович
Лю́двиг Ка́рлович Ма́ртенс (нем. Ludwig Martens;  20 декабря 1874 [1 января 1875], Бахмут, Российская империя — 19 октября 1948, Москва) — российский революционер немецкого происхождения, советский общественно-политический деятель, дипломат, инженер. Первый фактический представитель Советской России в США (1919—1921), не признававшийся в этом качестве американскими властями.

## Биография
Родился в семье крупного немецкого промышленника, работавшего в России. В 1893 году окончил Курское реальное училище. Затем поступил в Петербургский технологический институт и во время учёбы присоединился к марксистскому кружку, в котором познакомился с Юлием Мартовым и Владимиром Лениным. В 1895 году вступил в созданный ими «Союз борьбы за освобождение рабочего класса», но на следующий год был арестован и приговорен к трёхлетнему заключению. По отбытии срока выслан в Германию. Там вступил в Социал-демократическую партию Германии и в 1902 году окончил Высшую техническую школу Шарлоттенбурга.
В 1906 году уехал в Великобританию, а в 1916 году — в США, где начал работать в инженерной фирме Weinberg & Posner engineering в Нью-Йорке, основанной двумя выходцами из Российской империи Григорием Вейнбергом и Александром Познером. Стал в этой компании вице-президентом.  
После Февральской революции вместе с Троцким и другими социал-демократами, на пароходе «Кристианиафьорд» (норв. Kristianiafjord) через канадский Галифакс вернулся в Россию. 
Об участии Мартенса в Великой Октябрьской социалистической революции сведений нет, однако уже в 1918 году он снова оказался в Нью-Йорке в компании Вейнберга и Познера. 
Свободно говорил на русском, немецком и английском языках.

### Первыйполпредв США
Первым посланцем Советской России в США был назначен гражданин США Альберт Вильямс, однако в июне 1918 года американский консул в Харбине отказал ему во въездной визе. За ним последовал Александр Нюберг, который жил в США с 1911 года и пользовался доверием Ленина. Однако как деятель Социалистической рабочей партии Америки Нюберг находился под контролем спецслужб и не слишком преуспел в выполнении главной задачи -- добиться признания Советской России со стороны США.    
2 января 1919 года правительство Советской России приняло решение назначить своим официальным представителем в США  Людвига Мартенса. В марте 1919 года в Нью-Йорке было открыто Бюро советского представительства. Юрисконсультом представительства стал Морис Хилквит, техническим советником -- профессор Ю.В. Ломоносов. Бюро расположилось в том же здании на Бродвее, 120,  где располагались бюро Weinberg & Posner engineering, а также штаб-квартиры American International Corporation (AIC), округа №2 Федеральной резервной системы США и офисы директоров Федерального резервного банка Нью-Йорка, компании банкира Моргана и, наконец, Клуб банкиров на последнем, 35-м этаже. 
Основными функциями Бюро Мартенса были установление дипломатических и торговых отношений между Советской Россией и правительством США, информационно-пропагандистская работа, популяризация идей Октябрьской революции, выдача виз для въезда в Советскую Россию, организация регулярной связи между Нью-Йорком и Москвой. Наряду с этими планами Советское правительство отказалось платить американским банкам и частным инвесторам по долгам царской России и Временного правительства, что вызвало возмущение в США. При участии представительства и лично Мартенса в начале мая 1919 года был организован массовый митинг в самом большом зале Нью-Йорка «Мэдисон-сквер-гарден», в резолюции которого от Правительства США требовалось снять блокаду с Советской России, эвакуировать американские войска из восточных регионов Советской России, прекратить военную и финансовую помощь Белому движению. Это и другие массовые мероприятия вызвали критическое отношение к Мартенсу со стороны американских официальных кругов, которые трактовали его деятельность как вмешательство во внутренние дела США. Верительные грамоты и меморандум Советского правительства об установлении дипломатических отношений с США, направленные Мартенсом в Госдепартамент 19 марта 1919 года, получили негативный ответ, опубликованный Госдепом в печати 6 мая. В нём говорилось, что США не признают ни Советского правительства, ни его представителя Мартенса, а единственным законным представителем России в США Госдеп считает посла Временного правительства Бориса Бахметева. 
Несмотря на это, Мартенс продолжил свою деятельность в США, вскоре организовал «Общество технической помощи Советской России», через которое организовал выезд в Россию нескольких тысяч американских специалистов и рабочих. В 1919 году во время рейдов Палмера Советское Бюро подверглось полицейскому обыску, было возбуждено дело о подрывной деятельности. За Мартенсом была установлена постоянная полицейская слежка. 12 июня 1919 года Мартенс предстал перед Объединённым комитетом штата Нью-Йорк под председательством сенатора Клейтона Р. Лоска, слушания продолжались полгода, до 12 декабря. Линия защиты, занятая Мартенсом, отличавшимся крепкой психологической устойчивостью, хладнокровием и невозмутимостью, состояла в том, что он, строго выполняя директивы Советского правительства, вместе с тем никогда не вмешивался во внутреннюю жизнь США. 17 июня 1919 года в зале Мэдисон-сквер-гарден состоялся новый массовый митинг с участием Мартенса, где присутствовало более 20 тыс. человек, в ходе митинга многие ораторы (среди них член городского управления Нью-Йорка Алжерон Ли, кандидат на пост губернатора штата Нью-Йорк Дудлей Ф. Мелон, публицист Альберт Рис Вильямс, первый секретарь советского представительства А. Ф. Нуортева) призывали рабочих и всех «прогрессивных граждан США» оказать помощь советскому народу в его борьбе с «международным империализмом». В резолюции митинга его участники под возгласы «Позор!» требовали возврата захваченной в советском представительстве переписки и привлечения к ответственности участников обыска, именовавшегося митингующими «налётом». Эти шумные массовые мероприятия встревожили американские власти, опасавшиеся экспорта революционных идей из России. С 12 января по 29 марта 1920 года по постановлению Конгресса США проводилось расследование деятельности Мартенса подкомитетом Комитета внешних сношений Сената США. В ходе расследования состоялось 16 допросов Мартенса, на которых он ответил более чем на 4 тысячи вопросов, отказавшись, однако, персонально назвать личности нелегальных курьеров. После слушаний в Сенате, где фактов нарушения американских законов советским представительством так и не было установлено, Людвига Мартенса к уголовной ответственности не привлекли, но всё же в феврале 1921 года выслали из США. После отъезда Мартенса из США в Москву ряд захваченных американской полицией в ходе обысков в представительстве документов были возвращены адвокату Чарльзу Рехту, оставшемуся доверенным лицом советского представительства в США.

### После возвращения в Советскую Россию
В 1921 году Мартенс стал членом Президиума ВСНХ и с 1924 по 1926 год руководил в нём Комитетом по делам изобретений, был заместителем председателя научно-технического отдела ВСНХ. Руководил Главметаллом, занимался изучением Курской магнитной аномалии. В 1926 году назначен руководителем ленинградского Научно-исследовательского института дизелестроения (позднее ЦНИДИ). Несколько лет был ректором Московского механико-электротехнического института, преподавал в Военной академии механизации и моторизации. В 1941 году вышел на пенсию, но продолжал заниматься научной деятельностью. Умер в Москве 19 октября 1948 года, похоронен на Новодевичьем кладбище.
Мартенс — главный редактор «Технической энциклопедии». Профессор (1929), доктор технических наук (1935).
Сын Людвига Мартенса — Вильгельм Людвигович Мартенс — стал одним из организаторов антифашистской организации Свободная Германия.

## Комментарии
1. ↑  Указанный некоторыми источниками в качестве первого полпреда Советской России в США Максим Литвинов занимал должность только на бумаге, фактически был полпредом и находился в Великобритании, а в США в тот период вообще не выезжал
2. ↑  Официально США признали и установили дипломатические отношения с СССР только в 1933 году